# Iehorivka, Orihiv
Iehorivka (în ucraineană Єгорівка) este un sat în comuna Novoselivka din raionul Orihiv, regiunea Zaporijjea, Ucraina.

## Demografie
Componența lingvistică a localității Iehorivka
     Ucraineană (95,13%)
     Rusă (3,98%)
     Alte limbi (0,88%)
Conform recensământului din 2001, majoritatea populației localității Iehorivka era vorbitoare de ucraineană (95,13%), existând în minoritate și vorbitori de rusă (3,98%).